# Bou Tlelis
Bou Tlelis är en ort i Algeriet.   Den ligger i provinsen Oran, i den norra delen av landet, 400 km väster om huvudstaden Alger. Bou Tlelis ligger 103 meter över havet och antalet invånare är 26 144.
Terrängen runt Bou Tlelis är platt åt sydväst, men åt nordost är den kuperad. Runt Bou Tlelis är det tätbefolkat, med 636 invånare per kvadratkilometer. Närmaste större samhälle är El Amria, 11,8 km sydväst om Bou Tlelis. Trakten runt Bou Tlelis består till största delen av jordbruksmark.